# Fédération de Trinité-et-Tobago de basket-ball
La Fédération de Trinité-et-Tobago de basket-ball est une association, fondée en 1958, chargée d'organiser, de diriger et de développer le basket-ball à Trinité-et-Tobago.
La Fédération représente le basket-ball auprès des pouvoirs publics ainsi qu'auprès des organismes sportifs nationaux et internationaux et, à ce titre, Trinité-et-Tobago dans les compétitions internationales. Elle défend également les intérêts moraux et matériels du basket-ball trinidadien. Elle est affiliée à la FIBA depuis 1958, ainsi qu'à la FIBA Amériques.
La Fédération organise également le championnat national.